# Río Arsenyevka

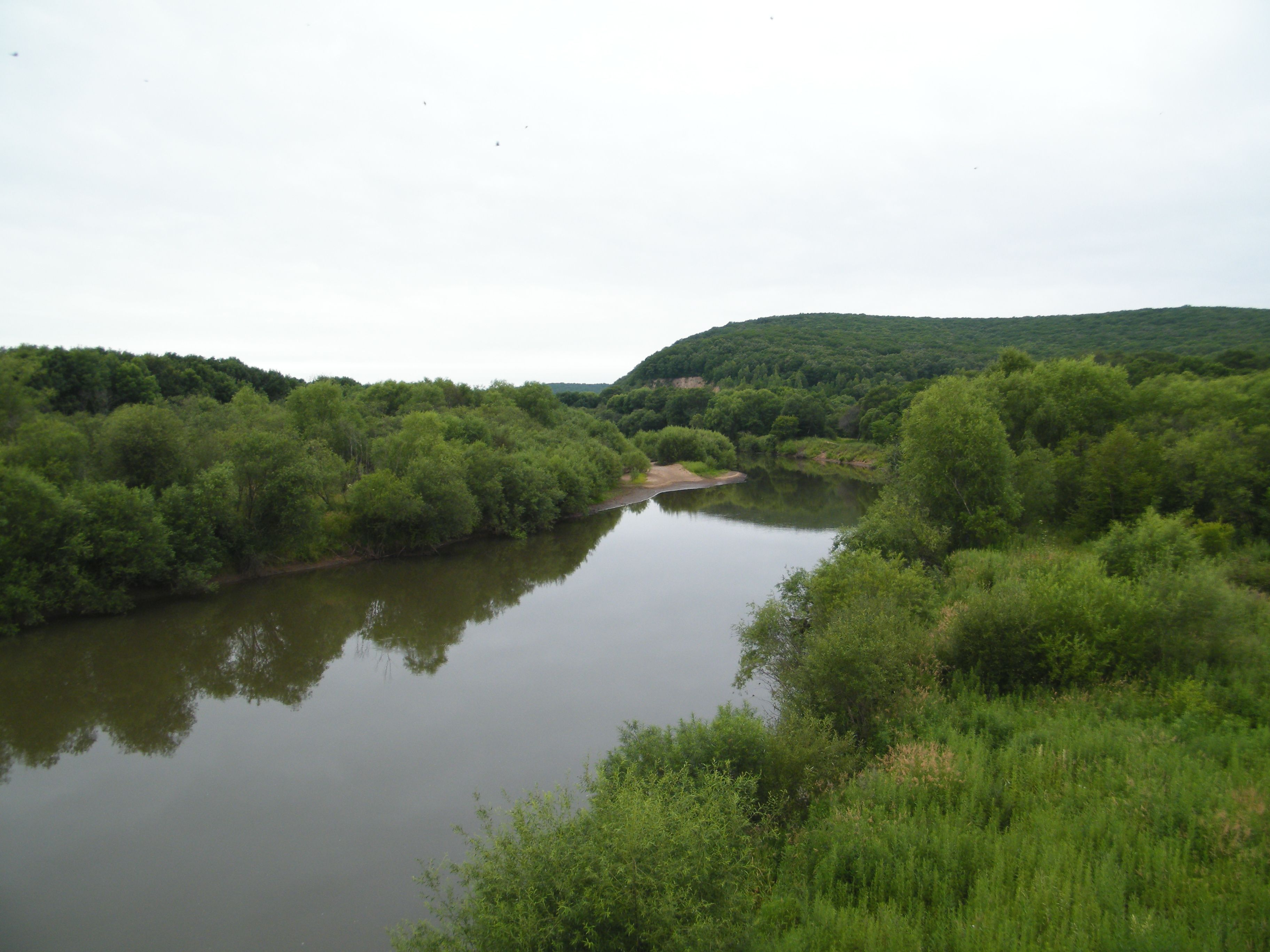
Arsenyevka a su paso por el raión de Yakovlevskiy

El río Arsenyevka (en idioma ruso: Арсеньевка), anteriormente Dolby Khe (Долбыхэ) es un río afluente del río Ussuri y cuyo curso discurre por los distritos de Anuchinskiy y Yakovlesvskiy, en el Krai de Primorie, Rusia.
Tiene una longitud de aproximadamente 294 km y una cuenca de 7060 km². Nace en la ladera oeste de Sijoté-Alín.